# Brajłów
Brajłów (ukr. Браїлів, Brajiliw) – osiedle na Ukrainie, w obwodzie winnickim, w rejonie żmeryńskim, w hromadzie Żmerynka, przy ujściu rzeki Riw do Bohu. W 2019 roku liczyło ok. 4,6 tys. mieszkańców.
Znajduje tu się stacja kolejowa Brajłów, położona na linii Odessa – Kijów.

## Historia

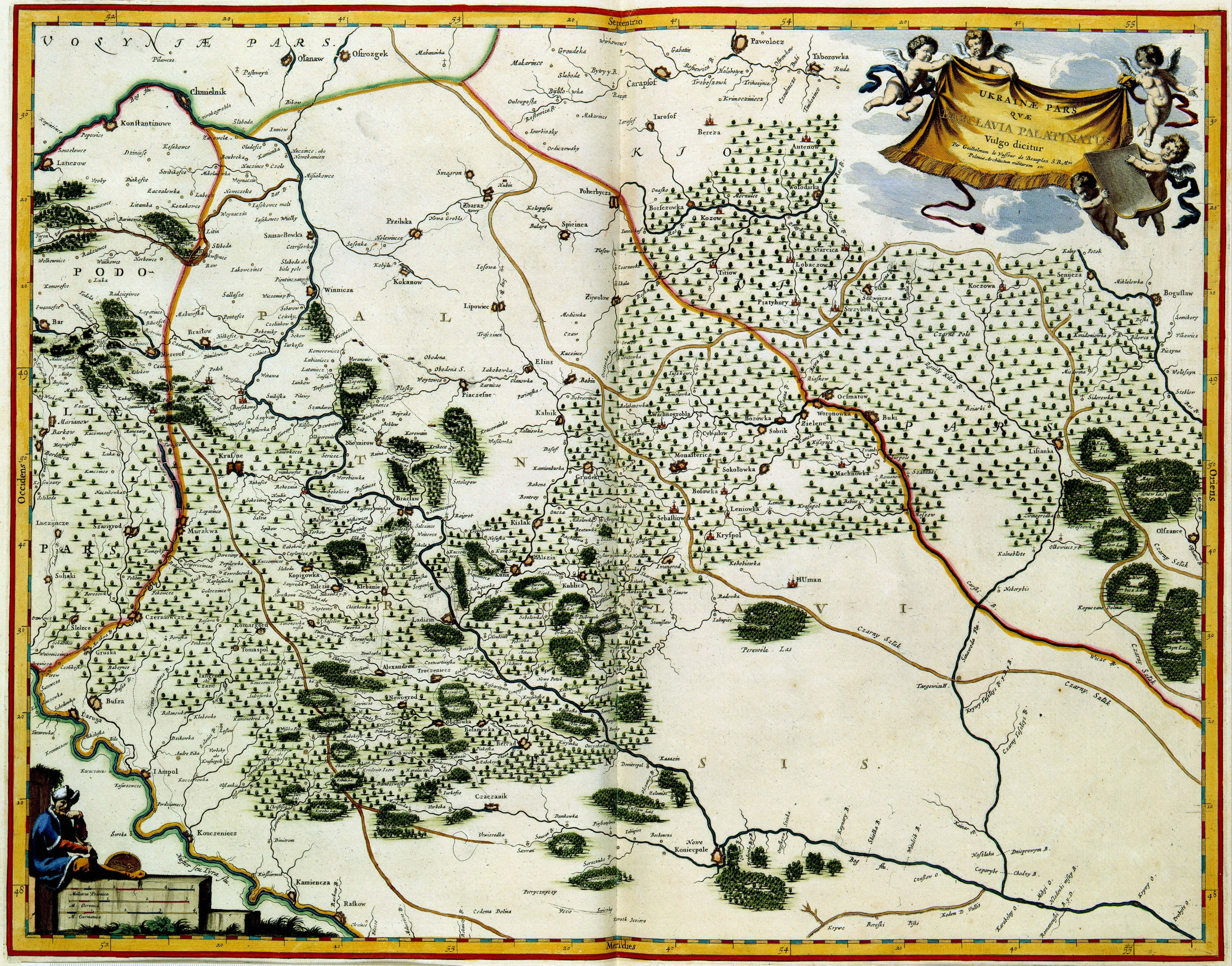
Mapa województwa bracławskiego z 1648 r. z zaznaczonym Brajłowem pod nazwą Braiłow (w zachodniej części województwa)

Pierwsza wzmianka o miejscowości pochodzi z 1440 r. W I Rzeczypospolitej administracyjnie przynależała do województwa bracławskiego prowincji małopolskiej Korony i wchodziła w skład dóbr Potockich.
Dębowy kościół wybudowano w 1604. W 1666 na polach nieopodal wsi rozegrała się bitwa pod Ścianą.
W 1740 z fundacji Franciszka Salezego Potockiego rozpoczęto budowę kościoła trynitarzy, a w późniejszych latach za sprawą komisarza dóbr brajłowskich Stanisława Kostki Ortyńskiego miejscowość została połączona traktem z położonym we wschodniej części województwa bracławskiego Humaniem.
Po II rozbiorze Polski w 1793 znalazła się w zaborze rosyjskim. Pod zaborami siedziba gminy Brajłów w powiecie winnickim guberni podolskiej. Po Potockich dobra brajłowskie przeszły w posiadanie Jukowskich, a następnie von Mecka, który wzniósł tu pałac. W ramach represji po powstaniu listopadowym władze rosyjskie odebrały kościół trynitarzom, a następnie przekazały Cerkwi prawosławnej. W 1852 z inicjatywy Felicjana Jukowskiego rozpoczęto budowę nowego kościoła katolickiego.
Na początku XX wieku polską drukarnię prowadził tu Feliks Sznarbachowski. Ukazywał się wówczas Kalendarz Brahiłowski.
Podczas okupacji hitlerowskiej, w lecie 1941 roku Niemcy utworzyli getto dla żydowskich mieszkańców. Przebywało w nim około 2500 osób. 25 sierpnia 1942 roku Niemcy zlikwidowali getto, a Żydów zamordowali. Sprawcami zbrodni była niemiecka żandarmeria oraz ukraińska policja. 
W 1957 roku do Brajłowa przyłączono wsie Kozacziwka i Moskaliwka. W 1972 roku miejscowości nadano status osiedla typu miejskiego.

## Zabytki
- kościół i klasztor – w 1740 Franciszek Salezy Potocki, odziedziczywszy Brajłów, przekazał kościół zakonowi trynitarzy, ufundował budowę murowanego oraz utrzymanie dla 13 zakonników. Budowę dokończył jego syn Stanisław Szczęsny Potocki. W 1744 trynitarze przywieźli z Madrytu do Brajłowa drewnianą figurę Jezusa Frasobliwego, która stała się przedmiotem kultu ludności Podola[5]. W 1832 klasztor trynitarzy został skasowany. Trzynaście lat później do jego porzuconych budynków przeniesiona została siedziba żeńskiego prawosławnego monasteru w Winnicy. Działał on nieprzerwanie do zamknięcia w 1932, na polecenie władz radzieckich. Po upadku ZSRR ponownie przejął go Ukraiński Kościół Prawosławny Patriarchatu Moskiewskiego, reaktywując wspólnotę[6].
- kościół – w 1852 rzymskokatoliccy parafianie rozpoczęli budowę nowego kościoła, który konsekrowano w 1879. W 1961 władze sowieckie zarekwirowały kościół i urządziły w nim gorzelnię. Parafia odzyskała budynek w 1990. Od 2017 roku parafię duszpastersko obsługują misjonarze saletyni.
- pałac z rozległym parkiem wybudowany w 1868 r. przez von Mecka(inne języki) na rezydencję żony – Nadieżdy von Meck, w pałacu bywał Piotr Czajkowski. Obecnie muzeum artysty(inne języki) i szkoła techniczna[5]
- Synagoga Starsza w Brajłowie
- Synagoga Młodsza w Brajłowie

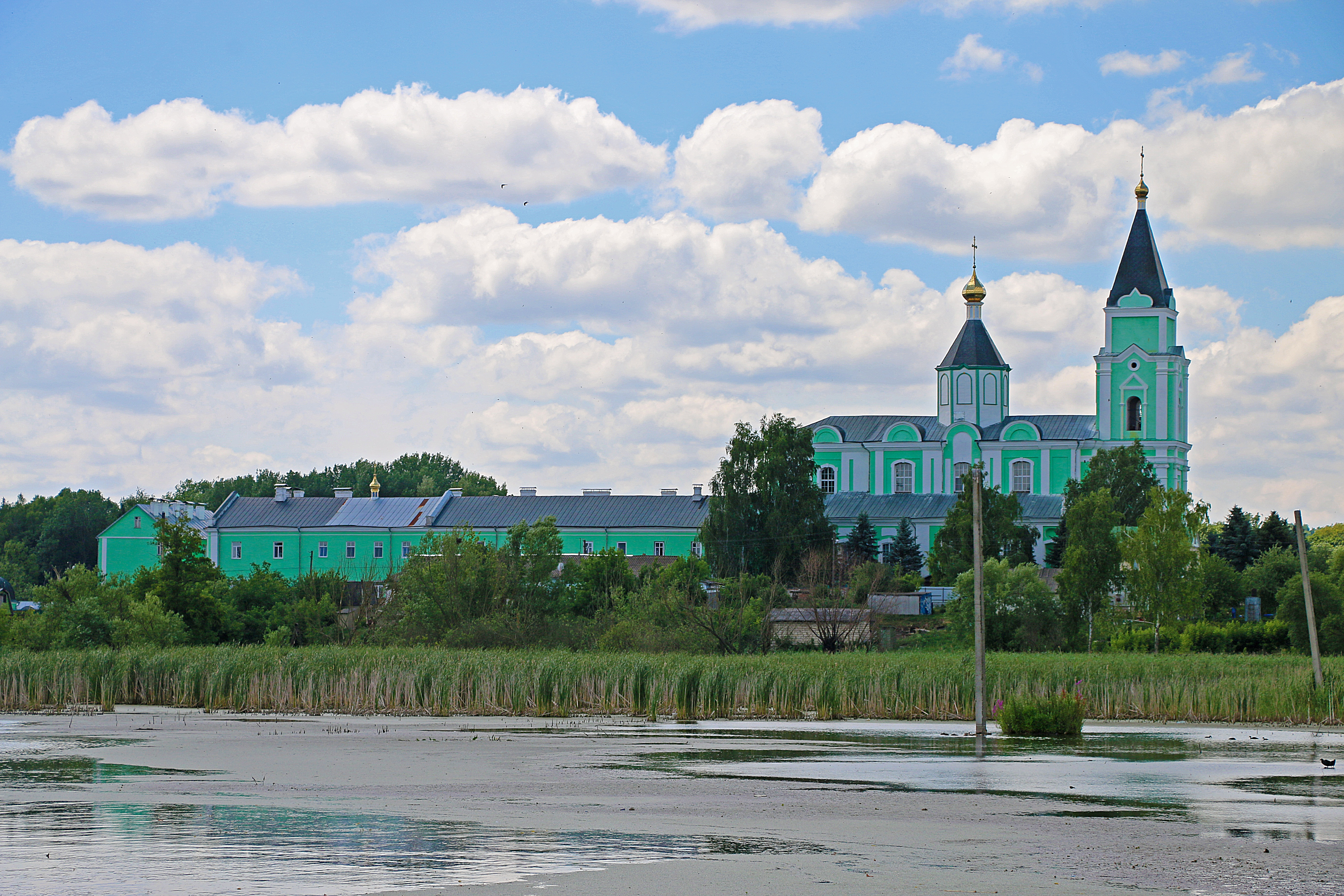
Dawny kościół trynitarzy (obecnie sobór św. Trójcy)
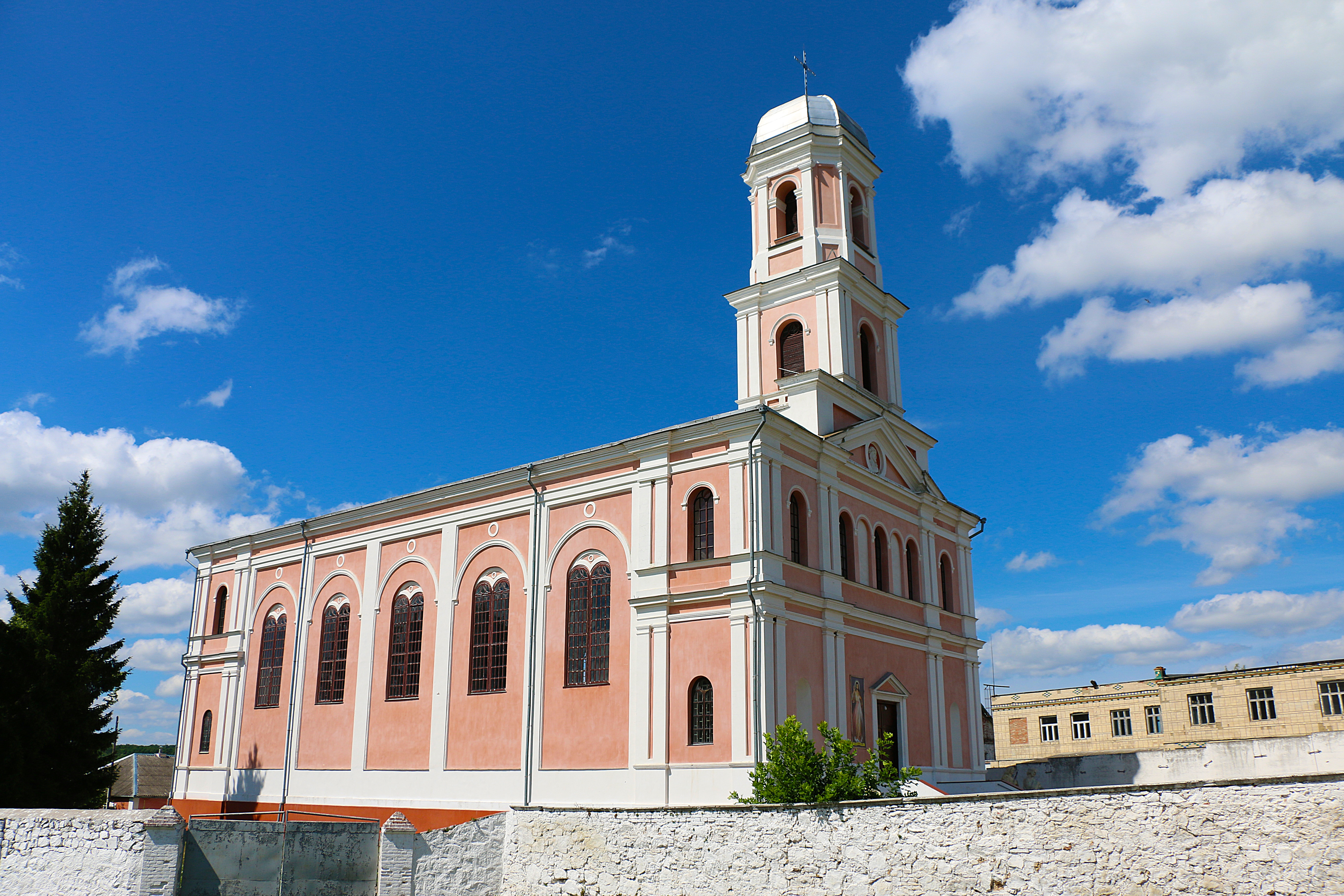
Kościół katolicki
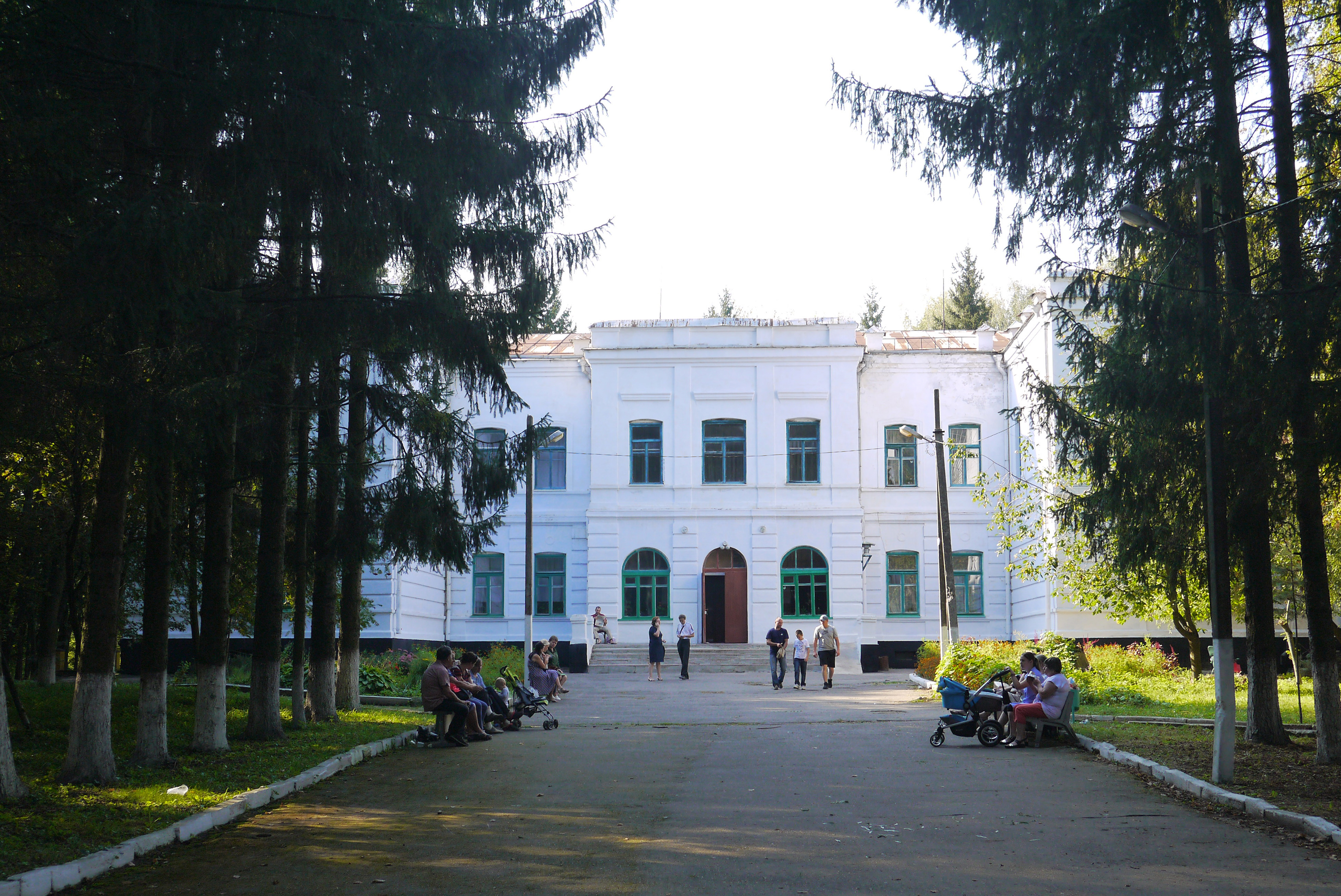
Pałac

## Urodzeni w Brajłowie
- Zygmunt Dyakowski – rotmistrz Wojska Polskiego
- Jisra’el Galili – ostatni szef sztabu Hagany
- Zygmunt Netzer – major artylerii Wojska Polskiego
- Kazimierz Stołyhwo – polski antropolog, profesor